# ET-KING
ET-KING（イーティー・キング）は、ボーカルとDJとMCで構成されるJ-POPユニット。1999年に大阪で結成。一時活動休止時の2014年までは7人組のユニットであったが、その後、メンバーの脱退等により2023年現在は4人で活動している。ライブ時はメンバー全員が「大阪大国町纒屋 ET-KING」と記された法被を着用する。

## 概要
1999年結成。ボーカル5人、DJ、総合司会という7人のメンバー構成で、大阪・大国町を拠点に活動。2006年にメジャーデビュー。
ストレートな言葉と力強いメッセージを武器に、ヒップホップだけでなくバラエティに富んだ音楽を関西弁で聴かせる。お揃いの法被を身に纏い繰り広げるライブのテーマは「お祭り」。
2007年12月、第40回日本有線大賞において「ギフト」で有線音楽賞を受賞。
2014年の結成15周年公演をもって活動休止するが、2015年7月再始動。
2021年10月31日にBUCCIが脱退。
2022年2月16日、メンバーのKLUTCHが大麻取締法違反の容疑で書類送検。同年3月25日、グループの活動を当面休止することを公式サイトにて発表した。3月29日、大阪地検はKLUTCHを起訴猶予とした。4月12日、KLUTCHを除くセンコウ、DJBOOBY、コシバKENの3人での活動継続を発表。7月1日、KLUTCHの活動再開を発表。
ユニット名の由来は、外国人がたまたまリーダーのイトキンの名前を聞いた際、「What? ET-KING?」と返してきたことから。
公式ファンクラブは纒屋。

## メンバー
メンバーはそれぞれ日本の出身で、下表は2021年11月1日時点である。
| メンバー名 | 法被番号 | 本名     | 担当        | 血液型 | 身長 [cm] | 備考                           |
| ---------- | -------- | -------- | ----------- | ------ | --------- | ------------------------------ |
| KLUTCH     | 参       | 隈部将治 | ボーカル    | A      | 175       | 2022年2月活動停止、同年7月復帰 |
| センコウ   | 伍       | 濱武千弘 | ボーカル    | B      | 176       |                                |
| DJ BOOBY   | 陸       | 伊東欣司 | DJ          | AB     | 171       |                                |
| コシバKEN  | 捌       | 小柴権   | MC ボーカル | A      | 173       |                                |

旧メンバー
| メンバー名 | 法被番号 | 本名     | 担当              | 血液型 | 身長 [cm] | 備考                               |
| ---------- | -------- | -------- | ----------------- | ------ | --------- | ---------------------------------- |
| いときん   | 壱       | 山田祥正 | リーダー ボーカル | A      | 174       | 旧芸名：イトキン 2018年1月31日死去 |
| TENN       | 弍       | 森脇隆宏 | ボーカル          | AB     | 166       | 2014年9月25日死去                  |
| BUCCI      | 肆       | 松尾裕志 | ボーカル          | AB     | 169       | 2021年10月31日脱退                 |

## 音楽性

### 楽曲
5MC＋1DJ＋1総合司会という異色のメンバー構成 で、ヒップホップ、レゲエ、テクノ、ロックから、演歌・歌謡曲までバラエティに富んだ音楽を関西弁で聴かせる。
歌詞の面では、ストレートな言葉と力強いメッセージが特徴。子どもからお年寄りまで、自分たちの音楽を全員に届けたいと考えている。
結成直後は歌のないレコードに自分達の歌を合わせていたが、オリジナルのを作るためにイトキンが機材を用意した。
別のヒップホップグループを
見様見真似していたため、B-BOYを意識し過ぎて空回りしていた。始めは自己表現のためだけに歌っていた。
そこからクラブイベントでの集客やフライヤーの順番が上がるように、観客が楽しめるライブ映えする楽曲やパフォーマンス、一緒に歌ったり振り付けたり参加出来るものを意識してライブを行うようになる。
流派-Rのイベントでは「曲はわかりやすくてめっちゃPOP。敢えて言うなら湘南乃風みたいな感じか。フックだとか曲の構成がうまい」と感じた人がいた。
子どもから、祖父母まで聞いてくれる音楽を作って歌いたいと思っており、その集大成が紅白歌合戦だと思っている。結成メンバーの3人や公式サイトでの希望として紅白歌合戦に出たいと表明している。その為ヒップホップでよくある相手をディスるようなものは無い。
また、タイアップに合わせた曲がある。

### 題材
祭り、ライブ、夏、大阪、友情、身近な生活、恋愛、結婚、家族、応援、宴会に関する曲がありメンバーの実生活に応じて変化している。
設定としては父親や自分は低賃金の肉体労働者で、貧しく思うようにはいかないが不器用でまっすぐ、愛情に溢れた人物というものである。
 

### 影響
結成前に5人のメンバーがそれぞれバンドを組んでいた。全員が唯一共通して好きなバンドが「THE BLUE HEARTS」。
メジャーデビューにあたりNAOKI-Tと出会い、時には厳しく、時には優しく、どんな時でもメンバーを育て、個性を引き出したことで代表曲が生み出された。

### 楽曲制作・レコーディング
当初は、いときんがトラックを作り、それにメンバーが歌をつけるといった手法が多かった。
現在は、メンバー自身のスタジオでの制作を行っている。

### 衣装
2002年に初代の法被を作り周年や節目の時に新しいものを作る。デザインはイトキンが行っていた。色は黒、青、白など。法被の両方のえりから胸元に「大阪大国町」と記され、柄は新調する度に変わるが「纒屋」の文字やメンバーそれぞれの番号などが描かれている。ライブや公の場では法被を着る。「法被は自分たちの正装、タキシードみたいなものです」(イトキン)。ET KINGが着ているものは印半纏と思われるが現代では法被と混同されているようである。製作は北浦染工。
白のダボシャツとダボズボン、地下足袋。帯はしない。纒屋なので火消し札を首から下げている。イトキンとTENNは麦わら帽子をかぶり、KLUTCHは鉢巻きをしている。
アンコールではジーパンに半袖Tシャツ、スニーカー、キャップなどの洋服に着替える。ツアーグッズを着ることも多い。

### ライブ
DJ BOOBYとコシバKENが最初にステージへ登場し「おひけいなすって」と仁義切り、前口上を行いライブが始まる。

#### 基本の立ち位置
| 年            | 後列                | 前列 （下手から）                             | 備考                          |
| ------------- | ------------------- | --------------------------------------------- | ----------------------------- |
| -2014年       | DJ BOOBY、コシバKEN | KLUTCH、TENN、イトキン、BUCCI、センコウ       | 楽曲によってはコシバKENが前列 |
| 2015年-2017年 | DJ BOOBY            | KLUTCH、BUCCI、いときん、センコウ 、コシバKEN |                               |
| 2018年-       | DJ BOOBY            | KLUTCH、BUCCI、センコウ 、コシバKEN           |                               |
| 2021年11月-   | DJ BOOBY            | KLUTCH、センコウ 、コシバKEN                  |                               |

- 自分のソロパートになると前に出て中央に移動する。
- 掛け合いがあれば二人が中央に移動する。
- イトキンソロとサビでイトキンが中央に戻る。
- 一曲終わるごとに上半身が水平になるまで礼をする(コシバKENは中途半端な礼をすることがある)。
- ドーナッツの本来の歌詞は

月曜日 今日もParty
火曜日 明日もParty
水曜日 明後日もParty

だが、ライブの当日が金曜日なら

金曜日 今日もParty
土曜日 明日もParty
日曜日 明後日もParty

に変えて歌う。
TENNの死後、TENNのパートをコシバKENが歌う。
イトキンの死後、イトキンのパートは、
- イトキンの声を流しメンバーは歌わない。
- BUCCIまたはコシバKENまたはKLUTCHが歌う。
- DJ BOOBY以外のメンバー全員で歌う。

など楽曲によって異なる。
BUCCIの脱退後は同じメンバーのソロパートが続かないようにBUCCIのパートを振り分けている。

## 来歴
1999年に同じ専門学校に通っていたイトキン、TENN、KLUTCHの3人で結成する。当初はバンドとして活動予定だったが、3人がともにボーカルを希望したため、DJ +ボーカルのユニットを組むことにした。イトキンの高校の同級生のBUCCIにDJをしてもらい活動を始める。その後、同じ専門学校の友達で観客だったセンコウ、KLUTCHの中学の三年後輩のDJ BOOBYが加入して6人になる。2003年頃、別のグループで活動していたコシバKENが加入して7人になる。
2005年、イベント「流派NIGHT」のオーディション企画R-Battle”で、応募総数450組の中でグランプリを獲得。12月頃から曲作りをスピードアップしようと通天閣に近い大国町の4LDKマンションで7人が共同生活を始める。1部屋を楽曲制作する「音楽室」とし、メンバーは3部屋に分かれて住んでいた。ケツメイシの「さくら」のプロデュースで知られるNAOKI-Tとの作業時や関東でのプロモーション活動時は東京に通っていたが、デビューして忙しくなると、「東京宿舎」を構えた。この7人の共同生活はメンバーが結婚するまでの約3年間続いた。
2006年、レコード会社5社の争奪戦の末ユニバーサルミュージックからメジャー・デビュー。2007年に3rdシングルの『愛しい人へ』がデジタル・ダウンロード件数100万件を超える。
2007年12月、第40回日本有線大賞において「ギフト」が有線音楽賞を受賞。
2014年、メンバーそれぞれが1アーティストとしてのスキルを伸ばしていくための「充電期間」として活動休止を宣言。2014年4月29日の『ET-KING 結成15周年記念全国ツアー 〜おまえとおったらおもろいわ!〜』のフェスティバルホール公演を期に、活動を休止。
2014年9月25日午前7時30分頃、TENNが自殺により急死する。
2015年7月1日、6人のメンバーで活動再開を発表する。活動休止中に、自分たちのスタジオ HEAVY C.R.E.A.M SUTADIO（ヘビークリームスタジオ）を完成させてレーベルを設立する。リーダーのイトキンの芸名を平仮名のいときんに改め、プロデューサーの名義を高平 真作（たかひら しんさく）に改めた。
2016年4月30日、活動休止から2年後に活動再開後初ライブを大阪城野外音楽堂で行った。この日と場所にしたのは時計の針を動かす意味と、TENNに届くように屋外にした。
2017年8月3日、いときんが肺腺がんと診断され、治療に専念。ET-KINGの活動については残りの5人で継続することを発表した。
2018年1月31日午前11時28分、いときんががん性心膜炎のため大阪府和泉市内の病院で死去。
2018年4月25日、盟友・NAOKI-Tがフルプロデュースし、いときんも全曲に参加したアルバム『LIFE』リリース。
2019年9月18日、ET-KING結成20周年を記念して『20th Anniversary ALL TIME BEST -Journey-』をリリース。
2019年9月21日、22日、ET-KING結成20周年記念祭 LOCO OSAKA 2019 開催。
2021年10月31日、BUCCIが脱退。

## ディスコグラフィー

### シングル
|        | 発売日         | タイトル                                         | 規格          | 規格品番                                                      | 順位  | タイアップ |
| ------ | -------------- | ------------------------------------------------ | ------------- | ------------------------------------------------------------- | ----- | --- |
| Indies | 2005年12月7日  | 纒                                               | 12cmCD        | ETPR-1                                                        | 圏外  | |
| 1st    | 2006年7月12日  | ドーナッツ/夏大盛り                              | 12cmCD        | UPCH-5404                                                     | 圏外  | dwango「いろメロミックスDX」CMソング                                                                                           |
| 2nd    | 2006年9月20日  | Beautiful Life                                   | 12cmCD        | UPCH-5425                                                     | 179位 | CX系「ウチくる!?」 エンディング・テーマ                                                                                        |
| 3rd    | 2007年2月14日  | 愛しい人へ                                       | 12cmCD        | UPCH-5440                                                     | 10位  | テレビ東京「元祖!でぶや」エンディングテーマ                                                                                    |
| 限定盤 | 2007年5月2日   | Beautiful Life/HERO (ヒーローになる時、それは今) | CD+DVD 12cm   | UPCH-9302（枚数限定盤） UPCH-9301（期間限定盤）               | 25位  | CX系「ウチくる!?」 エンディング・テーマ                                                                                        |
| 4th    | 2007年9月12日  | ギフト                                           | 12cmCD        | UPCH-5492                                                     | 12位  | 日本テレビ系「歌スタ!!」9月のお題歌/日本テレビ系「音楽戦士 MUSIC FIGHTER」9月POWER PLAY                                        |
| 5th    | 2007年12月31日 | 晴レルヤ                                         | CD+DVD 12cm   | UPCH-9410（初回限定盤） UPCH-5521（通常盤）                   | 23位  | エムティーアイ「MUSIC.JP」CMソング                                                                                             |
| 6th    | 2008年4月9日   | さよならまたな                                   | 12cmCD        | UPCH-5531                                                     | 19位  | CX「ウチくる!?」エンディングテーマ                                                                                             |
| 7th    | 2008年6月4日   | ふたりの歌/ヤッターマンの歌                      | 12cmCD        | UPCH-5542（ふたりの歌ver.） UPCH-5543（ヤッターマンの歌ver.） | 35位  | 日本テレビ「THE・サンデー」エンディングテーマ/日本テレビ系アニメ『ヤッターマン』主題歌                                         |
| 8th    | 2008年11月19日 | 今                                               | 12cmCD        | UPCH-5563                                                     | 33位  | 読売テレビ・日本テレビ系アニメ「ヤッターマン」エンディング・テーマ                                                             |
| 9th    | 2009年4月15日  | 君想う花                                         | 12cmCD        | UPCH-9472（初回限定盤） UPCH-5585（通常盤）                   | 20位  | 日本テレビ系「音楽戦士 MUSIC FIGHTER」3月エンディングテーマ曲                                                                  |
| 10th   | 2009年7月22日  | 新恋愛                                           | CD+DVD 12cmCD | UPCH-9496（初回限定盤） UPCH-5610（通常盤）                   | 19位  | 中京テレビ・日本テレビ系「秒ヨミ!」7月エンディングテーマ (2009年7月度)                                                         |
| 11th   | 2010年2月3日   | サクラサク                                       | CD+DVD 12cmCD | UPCH-9538（初回限定盤） UPCH-5639（通常盤）                   | 33位  | 大阪朝日放送他5局ネット「爆笑!ふれあいコメディ “こちらかきくけ公園前”」 1月～3月エンディング曲/H.I.S. 初夢フェア第2弾 CMソング |
| 12th   | 2010年9月29日  | はじまりの言葉 feat. 千秋                        | 12cmCD        | UPCH-5667                                                     | 42位  | |
| 13th   | 2011年3月2日   | PRIDE 〜君がくれたもの〜                         | 12cmCD        | UPCH-5866                                                     | 110位 | |
| 14th   | 2011年9月14日  | 約束/情熱のランナー                              | 12cmCD        | UPCH-5715                                                     | 113位 | |
| 15th   | 2012年4月11日  | mother                                           | 12cmCD        | UPCH-5744                                                     | 58位  | TBS系テレビ「スーパーサッカー」4・5月度エンディングテーマ                                                                      |
| 16th   | 2012年7月25日  | 男は気持ちを伝えたい                             | 12cmCD        | UPCH-5757                                                     | 42位  | |
| 17th   | 2012年11月21日 | 寿                                               | 12cmCD        | UPCH-5775                                                     | 174位 | ブライダル情報誌「melon」TV-CMソング                                                                                           |
| 18th   | 2015年10月21日 | 喝采                                             | 12cmCD        | XQMX-1001                                                     | 70位  | |
| 19th   | 2016年9月7日   | Just chillin                                     | 12cmCD        | XQMX-1004                                                     | 圏外  | |

### 配信限定
| 発売日         | タイトル                                       | 備考                                                                              |
| ユニバーサルJ  | ユニバーサルJ                                  | ユニバーサルJ                                                                     |
| -------------- | ---------------------------------------------- | --------------------------------------------------------------------------------- |
| 2010年3月3日   | 最後の言葉 feat. h (＝hiroko from mihimaru GT) | Musico にて先行配信                                                               |
| MATOI RECORD   |                                                |                                                                                   |
| 2016年2月17日  | LOCO OSAKA                                     | アルバム「Ideologie」からの先行配信曲                                             |
| 2017年11月22日 | こっちこい                                     | アルバム「LIFE」からの先行配信曲                                                  |
| 2018年7月15日  | この街の空                                     | 大阪万博誘致応援ソング                                                            |
| 2018年12月16日 | みんなで、はたらこう！                         | indeedタイアップ曲                                                                |
| 2019年8月1日   | それぞれの、大切                               | 阪神なんば線開業10周年記念、応援ソング                                            |
| 2020年4月20日  | Your Song                                      | 500枚限定でCD販売                                                                 |
| 2020年10月19日 | ピカイチ！                                     | ABCラジオ「横山太一のピカイチ☆ブランチ with小原正子クワバタオハラ」のテーマソング |
| 2021年3月10日  | さよならまたなfeat.OSAKA ROOTS                 | KLUTCHの母校泉南市立雄信小学校でMVを撮影                                          |
| 2021年8月10日  | GET IT ON                                      | コロナ禍でやりたくてもやれない状況で、ET-KINGとして届けたい想い                   |
| 2021年10月22日 | えんとつ町のプペル (Cover)                     | ロザリーナのカバー                                                                |
| 2021年11月22日 | 愛に逢いにいこう                               |                                                                                   |
| 2023年7月21日  | 祭人                                           |                                                                                   |
| 2024年1月10日  | 万々歳                                         |                                                                                   |

### オリジナルアルバム
|     | 発売日         | タイトル     | 規格             | 規格品番                                     | 順位 |
| --- | -------------- | ------------ | ---------------- | -------------------------------------------- | ---- |
| 1st | 2007年6月6日   | LOVE & SOUL  | CD+DVD 12cm      | UPCH-9310（初回限定盤） UPCH-1550（通常盤）  | 4位  |
| 2nd | 2008年6月4日   | SOUL LAUNDRY | CD+手ぬぐい 12cm | UPCH-9430（初回限定盤） UPCH-1610（通常盤）  | 10位 |
| 3rd | 2009年9月2日   | U            | CD+トレカ 12cm   | UPCH-9512（初回限定盤） UPCH-1746（通常盤）  | 20位 |
| 4th | 2011年11月30日 | SEVEN STARS  | CD 12cm          | UPCH-1854                                    | 57位 |
| 5th | 2012年12月19日 | ストライク   | CD 12cm          | UPCH-1907                                    | 96位 |
| 6th | 2016年2月24日  | Ideologie    | CD 12cm          | XQMX-91001（初回限定盤） XQMX-1003（通常盤） | 85位 |
| 7th | 2018年4月25日  | LIFE         | CD 12cm          | XQMX-91002（初回限定盤） XQMX-1005（通常盤） | 34位 |
|     | 2022年7月15日  | for          | 配信             |                                              |      |

### 歌集シリーズ
|     | 発売日         | タイトル | 規格品番  | 収録曲 | 備考                          |
| --- | -------------- | -------- | --------- | --- | ----------------------------- |
| 1st | 2010年12月15日 | 恋愛歌集 | UPCH-1811 | 1. はじまりの言葉 feat. 千秋 2. 友達なんかじゃいられない 3. 素顔のままで feat. K 4. 新恋愛 5. 男の主題歌 6. 白いドレス 7. 凸凹 8. お前を連れて 9. 最後の言葉 feat. h 10. レサムピピリ          | オリコン最高56位 登場回数5回  |
| 2nd | 2011年7月20日  | 応援歌集 | UPCH-1841 | 1. 行くぞ! 2. PRIDE ～君がくれたもの～ 3. 今 4. 夢現 5. 働く男 6. がんばってこう 7. 晴レルヤ 8. 裸の雑草 9. 満月の夕 10. 祭のあと 11. この歌を････････♪ (Bonus Track)                          | オリコン最高43位 登場回数4回  |
| 3rd | 2012年5月23日  | 家族歌集 | UPCH-1869 | 1. mother 2. きみとの日曜日 3. うまい!お弁当 4. はんぶんこ 5. さんぽ 6. せんたくのうた 7. おすしはまわる 8. おじいちゃんとおばあちゃんの結婚式 9. 帰り道 10. 星                                | オリコン最高60位 登場回数2回  |
| 4th | 2015年3月16日  | 宴会歌集 | UPCH-2053 | 1. パーっと行こう！ 2. ドーナッツ 3. どまくれ酒 4. Splash 5. GO 6. 松風 7. 日本全国酒飲み音頭 8. ええやんけ阪神 9. 纒 ～花の慶次バージョン～ 10. キラッ☆サマー 11. わっしょい二次会 12. 愛の花 | オリコン最高127位 登場回数1回 |

### コレクションアルバム
| 発売日        | タイトル                | 規格            | 規格品番                                                                                              | 収録曲 | 備考                  |
| ------------- | ----------------------- | --------------- | --- | --- | --------------------- |
| 2010年3月17日 | シングルコレクション!   | 2CD+DVD 2CD 1CD | UPCH-9549（初回限定盤A） UPCH-9550-1（初回限定盤B） UPCH-9552（ナイスプライス盤） UPCH-1770（通常盤） | | 最高16位 登場回数14回 |
| 2013年4月24日 | ブライダルコレクション! |                 | UPCH-1927                                                                                             | 1. 約束 2. 白いドレス 3. 愛しい人へ 4. スピーチ!! 5. 男の主題歌 6. ずっと2人で 7. はじまりの言葉 feat.千秋 8. 凸凹 9. ただいまおかえり 10. おじいちゃんとおばあちゃんの結婚式 11. 秋桜 12. mother 13. LA・LA・LA LOVE SONG 14. 寿 15. ギフト 16. ふたりの歌 | 最高96位 登場回数3回  |

### ベストアルバム
|  | 発売日        | タイトル                                 | 規格        | 規格品番                                  | 順位                 |
|  | ------------- | ---------------------------------------- | ----------- | ----------------------------------------- | -------------------- |
|  | 2014年1月15日 | ET-KING BEST                             | 2CD+DVD 2CD | UPCH-9909(初回限定盤) UPCH-1958/9(通常盤) | 最高25位 登場回数4回 |
|  | 2019年9月18日 | 20th Anniversary ALL TIME BEST -Journey- | 3CD+DVD 3CD | UPCY-9910(初回限定盤) UPCY-7611/3(通常盤) | 最高31位 登場回数1回 |

### リミックスアルバム
| 発売日        | タイトル | 規格   | 規格品番  | 順位  |
| ------------- | -------- | ------ | --------- | ----- |
| 2009年3月25日 | 10-ten-  | 12cmCD | UPCH-1695 | 129位 |

### DVD
|     | 発売日         | タイトル | 規格 | 規格品番       | 順位  |
| --- | -------------- | --- | ---- | -------------- | ----- |
| 1st | 2008年7月16日  | 見放題! 〜ET-KING VIDEO CLIP COLLECTION〜                                                                                    | DVD  | UPBH-1222      | 51位  |
| 2nd | 2008年10月1日  | ET-KING TOUR 2008 "どてっぱらにどっかん"                                                                                     | DVD  | UPBH-1223      | 37位  |
| 3rd | 2009年12月16日 | ET-KING LIVE TOUR 2009 〜老若男女灼熱謝恩ダンスホール〜                                                                      | DVD  | UPBH-1251      | 74位  |
| 4th | 2010年8月11日  | ET-KING ワンマンライブ「歌えや大阪!踊れや日本!」                                                                             | DVD  | UPBH-1264/1265 | 34位  |
| 5th | 2010年9月29日  | 見放題2! 〜ET-KING VIDEO CLIP COLLECTION〜                                                                                   | DVD  | UPBH-1274      | 120位 |
| 6th | 2012年1月18日  | YOSHIMOTO WONDER CAMP KANSAI 〜Laugh & Peace 2011〜 ET-KING presents コント・ミュージカル“ET-KING 歌笑劇〜焚火〜”in 京橋花月 | DVD  | YRBN-80093     | 112位 |
| 7th | 2012年11月21日 | ライブシングルコレクション!                                                                                                  | DVD  | UPBH-1308      | 130位 |
| 8th | 2014年7月23日  | ET-KING結成15周年記念全国ツアー 〜おまえとおったらおもろいわ!〜                                                              | DVD  | POBD-60498     | 51位  |

### 参加作品
| 発売日         | タイトル                                               | 規格   | 規格品番   | 収録曲                                         | 順位  |
| -------------- | ------------------------------------------------------ | ------ | ---------- | ---------------------------------------------- | ----- |
| 2006年4月19日  | DANCEHALL PREMIER presents REGGAE MILLION III          | 12cmCD | COCP-33625 | 台風                                           | 267位 |
| 2006年10月18日 | Candy Flava -winter magic-                             | 12cmCD | XQBH-1001  | ドーナッツ                                     |       |
| 2007年7月11日  | 筒美京平トリビュート the popular music                 | 12cmCD | UPCH-20031 | お世話になりました                             | 12位  |
| 2007年10月3日  | この歌を・・・・・・・・♪ （※K×ET-KING名義）           | 12cmCD | SRCL-6641  | この歌を・・・・・・・・♪                      | 19位  |
| 2007年10月24日 | DJ KAORI'S JMIX                                        | 12cmCD | UMCK-1238  | 愛しい人へ                                     | 4位   |
| 2007年11月7日  | 流派-R TV サウンドトラック（邦楽編）                   | 12cmCD | UPCH-1566  | ドーナッツ                                     | 134位 |
| 2007年12月5日  | アイのうた                                             | 12cmCD | UICZ-8034  | 愛しい人へ                                     | 5位   |
| 2007年12月5日  | Rhythm Nation presents TOP HIT 07-08                   | 12cmCD | RZCD-45748 | Beautiful Life                                 |       |
| 2008年7月9日   | ナツウタ                                               | 12cmCD | UICZ-1298  | ドーナッツ                                     | 66位  |
| 2008年7月23日  | SMILE! ごっつ! ひっつ!                                 | 12cmCD | ZZCD-80028 | NANIWA                                         |       |
| 2008年9月10日  | キミとのうた 〜コラボレーション〜                      | 12cmCD | UPCH-1621  | この歌を・・・・・・・・♪                      | 7位   |
| 2008年11月26日 | アイのうた2                                            | 12cmCD | UICZ-8048  | ふたりの歌                                     | 3位   |
| 2009年1月21日  | モバ♥うた                                              | 12cmCD | UPCH-1688  | 愛しい人へ                                     | 9位   |
| 2009年5月20日  | いちばん大切なキミへ贈るうた 〜友達 家族へ〜           | 12cmCD | UICZ-8053  | さよならまたな                                 | 85位  |
| 2009年10月14日 | フルスロットル☆ブギ （※にけつッ! ! feat. ET-KING名義） | 12cmCD | YRCN-90085 | フルスロットル☆ブギ                            | 78位  |
| 2009年12月16日 | アイのうた3                                            | 12cmCD | UICZ-8064  | 新恋愛                                         | 20位  |
| 2010年6月30日  | 恋のうた -泣きラブ                                     | 12cmCD | UICZ-8072  | 愛しい人へ 2010                                | 96位  |
| 2010年12月1日  | アイのうた WINTER REMIX                                | 12cmCD | UICZ-8079  | 愛しい人へ -DJ HASEBE Winter Remix-            | 247位 |
| 2011年2月2日   | あの・・夢もてますケド。 （遊助2ndアルバム）           | 12cmCD | SRCL-7496  | 空 遊turing ET-KING                            | 1位   |
| 2012年9月5日   | MENZ Collaboration（傳田真央）                         | 12cmCD | CRCP-40326 | ずっと忘れない with TENN & KLUTCH from ET-KING | 117位 |
| 2014年5月28日  | YEAH♪♪ 〜YOSHIMOTO COVER&BEST〜                        | 12cmCD | YRCN-95229 | WOW WAR TONIGHT 〜時には起こせよムーヴメント   | 168位 |

## タイアップ
| タイトル                         | 起用年 | タイアップ先 |
| -------------------------------- | ------ | --- |
| 愛しい人へ                       | 2007年 | テレビ東京系『元祖!でぶや』エンディング・テーマ テレビ東京系『JAPAN COUNTDOWN』1月度エンディング・テーマ 毎日放送MBS PUSH OUT(2007年1月~〜3月) |
| ギフト                           | 2007年 | 日本テレビ系『音楽戦士 MUSIC FIGHTER』9月POWER PLAY・日本テレビ系『歌スタ!!』9月の「お題歌」                                                   |
| 晴レルヤ                         | 2008年 | 日本テレビ系『スッキリ!!』2008年1月度エンディングテーマ                                                                                        |
| ヤッターマンの歌                 | 2008年 | 日本テレビ系アニメ『ヤッターマン』主題歌 |
| うまい!お弁当                    | 2008年 | 関西テレビ「こどものうた」テーマ曲 |
| 夏大盛り2008                     | 2008年 | HONDA 中部 Honda Cars キャンペーンソング |
| まだまだ                         | 2008年 | 関西テレビ「プロ野球中継2008」テーマ曲 |
| ひぐらしのなく頃に feat.千賀太郎 | 2016年 | 映画『女子高』主題歌 |
| みんなで、はたらこう！           | 2018年 | indeedタイアップ曲 |
| この街の空                       | 2018年 | 大阪万博誘致応援ソング |
| ピカイチ！                       | 2020年 | ABCラジオ「横山太一のピカイチ☆ブランチwith小原正子クワバタオハラ」のテーマソング                                                               |

## ミュージックビデオ
| 監督            | 曲名 |
| 安藝昌和        | 「サクラサク」 |
| 奥和義          | 「この歌を････････♪」 |
| 川村ケンスケ    | 「Beautiful Life」「さよならまたな」「ふたりの歌」「ギフト」「愛しい人へ」「君想う花」「今」「最後の言葉 feat.h」「新恋愛」 |
| 木村真生        | 「Beautiful Life (NEW Ver.)」「素顔のままで feat.K」                                                                        |
| 黒田秀樹        | 「晴レルヤ」 |
| 中村たかし      | 「PRIDE〜君がくれたもの〜」「はじまりの言葉 feat.千秋」                                                                     |
| 福原弘之        | 「夢現」 |
| Mickey          | 「キラッ☆サマー」 |
| 望月和磨        | 「男は気持ちを伝えたい」「さよならまたなfeat.OSAKA ROOTS」                                                                  |
| 森本一平        | 「約束」 |
| Hideki Yamasaki | 「mother」 |
| 江頭一晃        | 「北新地」 |

## 出演
- 2005年09月16日・2006年01月20日・06月01日・08月10日・12月28日 - テレビ東京系「流派-R」
- 2007年01月16日・23日・30日 - テレビ東京系「音時間」
- 2007年02月01日 - テレビ東京系「PVTV」
- 2007年04月16日・17日・18日・19日・20日・12月27日 - テレビ朝日系「オンタマ」
- 2007年05月18日・09月21日 - NHK「MUSIC JAPAN」
- 2007年06月01日 - テレビ朝日系「ミュージックステーション」
- 2007年06月08日・09月07日 - 日本テレビ系「音楽戦士 MUSIC FIGHTER」
- 2007年06月11日 - 日本テレビ系「MusiG」
- 2007年06月25日・10月22日 - フジテレビ系「HEY!HEY!HEY! MUSIC CHAMP」
- 2007年06月27日 - フジテレビ系「魁!音楽番付」
- 2007年07月08日 - 日本テレビ系「Music Lovers」
- 2007年09月22日 - TBS系「COUNT DOWN TV」
- 2007年11月24日 - 「ベストヒットLIVE07」
- 2007年11月26日 - 日本テレビ系「ベストヒット歌謡祭」
- 2007年12月12日 - TBS系「第40回日本有線大賞」【有線音楽賞】ET-KING / ギフト
- 2007年12月17日 - 日本テレビ系「音リコ!」
- 2007年12月29日 - フジテレビ系「人志松本のすべらない話」

## 主なライブ

### ワンマンライブ・主催イベント
- 2007年7月22日 (日) - D-PUSH! Presents 「ET-KING」プレミアライブ
- 2007年10月12日-DJ BOOBYとKLUTCHの母校、泉南市立泉南中学校でサプライズライブ
- 2010年5月30日 -大阪城ホール ワンマン・ライブ“歌えや大阪！踊れや日本！”
- 2010年 - ET-KING「踊れや!ドンドコ一番祭り -日比谷で浪速のBON DANCE-
- 2010年12月14日〜2011年2月4日 - 歌って踊って年末年始!列島沸騰どんちゃん騒ぎツアー
- 2011年6月25日〜7月10日 - ET-KING presents 2マン・ライブ・ツアー2011
w/nobodyknows+ / SOUL'd OUT / かりゆし58 / ガガガSP
- 2012年3月17日〜5月27日 - わっしょい前線2012 ～そこにお前がおるから歌うねん～
- 2012年11月3日〜11月30日 - ET-KING"近畿2府5県ツアー2012"
- 2013年3月27日〜5月31日 - ET-KING 全国ツアー2013 "ど!まんなか"
w/ノックチャック
- 2014年3月16日〜4月29日 - ET-KING結成15周年記念全国ツアー ～おまえとおったらおもろいわ!～
- 2016年04月30日 - 活動再開後初無料ワンマンライブ「Re-Start」
- 2020年6月21日 - ET-KING初の電子チケットライブ「大阪モデル〜家でイエーィ！！」

### 出演イベント
- 2006年10月8日 - MINAMI WHEEL 2006
- 2007年7月9日 - B-JAM0709
- 2007年7月12日・13日 - スペースシャワー列伝 第67巻 ～跳乗音(ライドオン)の宴～
- 2007年8月19日 - TREASURE05X 2007 ～ZEUS 2007 DO YOU WANT MORE?!～
- 2007年10月28日 - MINAMI WHEEL 2007
- 2008年2月10日 - 大阪オートメッセ
- 2008年8月9日・10日 - SUMMER SONIC 2008
- 2008年10月05日 - SCHOOL OF LOCK! LIVE TOUR YOUNG FLAG 08
- 2009年7月25日 - TOKAI SUMMIT'09
- 2009年8月13日 - お台場合衆国2009～フジがやらなきゃだれがやる!～ めざましライブ
- 2009年8月23日 - KOYABU SONIC 2009
- 2009年10月24日 - OGA NAMAHAGE ROCK FESTIVAL VOL.0.99
- 2010年7月3日 - mihimaru GT mihimaLIVEツアー'10～University of mihimaru GT☆mihimalogy実践講座!!～
- 2010年7月25日 - TOKAI SUMMIT'10
- 2010年8月7日 - SUMMER SONIC 2010
- 2010年8月21日 - MONSTER baSH 2010
- 2010年8月28日 - KOYABU SONIC 2010
- 2010年9月26日 - 長田大行進曲
- 2010年10月9日 - 家族 Fes. 2010
- 2011年5月21日 - KOYABU SONIC 2011
- 2011年6月11日 - Sing for EAST
- 2012年8月5日 - NOBEOKA夏フェス～あなたの街にやってくる!ワッショイ!」
- 2012年9月30日 - KOYABU SONIC 2012
- 2012年10月27日 - 第43回山陽学園大学祭2012 ～ET-KING LIVE～
- 2012年12月24日 - CLUB CITTA' X'mas Siren Night
- 2013年6月14日 - ガガガSP 長田大行進曲行脚 2013 ～若者よ書を読んでから街に出よ!そしてライブに来い!～
- 2013年8月14日 - みんな集まれ!2013
- 2013年8月17日 - CROSS BEAT SUPER LIVE 2013
- 2013年9月5日 - 漢気フェスティバル'13
- 2013年9月16日 - KOYABU SONIC
- 2013年9月22日 - FILTER88 11th anniversary
- 2013年9月23日 - Live Jam 2013
- 2013年10月13日 - 神戸夙川学院大学 第7回湊風祭&第48回夙凛祭～彩～color
- 2013年11月3日 - SANUKI BEAT 2013-秋の陣-
- 2013年11月23日 - 岡山理科大学 第49回半田山祭2013
- 2013年11月24日 - MUSIC HAPPINESS
- 2013年12月21日 - YOKOHAMA LIVE JACK 2013 -CHRISTMAS SPECIAL-
- 2014年3月15日 - HAPPY JACK 2014
- 2015年5月6日 - Pile パイちゃん祝おう! 誕生祭LIVE in OSAKA 2部

- 2020年10月3日 - MUSIC CIRCUS'20
- 2024年7月13日-第9回楽天イーグルス花火大会

## 「えんとつ町のプペル」
2020年10月13日、お笑いコンビ・キングコングの西野亮廣のブログで、彼が手掛けた50万部を超える人気絵本が原作で、本人が製作総指揮を執るアニメ映画『えんとつ町のプペル』の主人公であるブルーノのモデルが「いときん」であるということ、脚本執筆中にET-KINGの「さよならまたな」を何度も何度も聴いていたことを明らかにした。
10月20日、アニメ映画『えんとつ町のプペル』の予告映像が解禁された。「見る人が見たら、ブルーノが誰をモデルにして生まれたキャラクターなのかが、すぐに分かると思います。あきらかに、いときんサンなので（笑）」(西野)

## 大熊町と『はんぶんこ』
2011年3月11日に起こった東日本大震災に伴う原発事故により、大熊町は会津若松市に 全町避難することとなった。移転が連続する状況の中で全国各地に避難した町民もいて、「移転先で大熊町民としての一体感を与えにくい」や「住所移転者が受ける差別」などの問題が浮上した。避難先にて学校が再開された4月16日、町立小・中学校、幼稚園の合同入学式でET-KINGによるサプライズライブが行われた。いときんは「今音楽はみんなにとって必要のないものかもしれない。でも、どうしても無駄なものだとは思えないのです。だから精一杯歌わせてください。」と語った。
同じ大熊町でも環境も異なり、園歌も違う子どもたちの心を繋ぎにくかった。職員がET-KINGの所属事務所に手紙を送ると、ある日幼稚園にET-KINGのマネージャーから「手紙を読んだメンバーが園歌とまではいかないが、子どもたちが、楽しく歌えるような楽曲を制作しています」という内容の電話があった。こうしてできたのが『はんぶんこ』だった。11月11日、ET KINGは大熊町立幼稚園で約100人の園児の前で無料ライブを開催。
全国各地に避難した大熊町の子どもたちが、この歌に励まされ、繋がったらこんな素敵なことはない。これが実現したのは、震災の前年の10月に大熊町で町役場が主催しライブを開催していたことがある。イトキンは「この町の人は呼んでくれたんだから、町になにかあったら今度は行って恩返しするのは当然のこと」と話す。さらに阪神・淡路大震災の体験も支援を続ける理由だった。
ミュージックビデオ

  「はんぶんこ」 - YouTube

## ものまね
2021年1月2日放送、フジテレビ系列「千鳥のクセがスゴいネタGP」にてエハラマサヒロの
「桃太郎」は衣装や歌詞、曲紹介、歌い方、エハラの別の動画、エハラのTwitter  から童謡「桃太郎」のキジからのアンサーソングをET-KINGの曲っぽくし、いときんのものまねで歌ったものである。
ET-KINGとエハラは2016年のイベントで共演し同じネタをやっている。
ミュージックビデオ

  エハラマサヒロ　童謡「桃太郎」アンサーソング - YouTube

  ミュージックビデオ

  エハラマサヒロ「桃太郎」千鳥のクセがスゴいネタ　21/01/02 - YouTube